# CRドラム海物語 BLACK
『CRドラム海物語 BLACK』（シーアールドラムうみものがたりブラック、英: Drum Sea Story Black）は、2018年3月5日にサンスリーから発売されたデジパチタイプのパチンコ。

## 概要
『CRドラム海物語』の後継機。ドラム海物語シリーズの第2弾。前作に『CR大海物語BLACK ライト』の要素を取り入れており、ブラックパールチャンスやブラックパールゾーンなど共通の演出が搭載されている。大当たりラウンド中や電サポ中は右打ちをする仕様に変更された。

## 図柄
2図柄、6図柄、8図柄はLUCKYとなる。1図柄、3図柄、5図柄はSUPER LUCKYとなる。7図柄はGREAT LUCKYとなる。その他図柄に関しては各項目を参照。
- 1. タコ
- 2. ハリセンボン
- 3. カメ
- 5. エビ
- 6. アンコウ
- 7. シュゴン&ブラッククジラッキー
- 8. エンゼルフィッシュ
- チビザメ

中央リールにのみ存在する。中央部に停止するとさまざまな演出が発生する。
- チャンス

全リールに存在する。中央部で揃うと演出が発生する。

### 大当たり表示とラウンド数
| GREAT LUCKY | SUPER LUCKY | LUCKY |
| ----------- | ----------- | ----- |
| 15R         | 8R          | 5R    |

## 予告演出
予告なし
リーチ成立直後に演出が起こらないこと。ノーマルリーチ発展濃厚となる。
泡予告
ドラムと周辺が青く光りながら泡音が鳴る演出。期待度は低い。
イルミ魚群予告
リール部分の湾曲導光板に紫色のイルミ魚群が出現する演出。期待度が高い。
ステップアップ予告
リーチ成立時に3段階のステップが発生する演出。
ステップ1は、シングルリーチが発生する。
ステップ2は、リールが変動しシングルリーチからダブルリーチに変化する。
ステップ3は、リールが再び変動し奇数図柄のみのダブルリーチに変化する。
演出発生中にリールから発光されるフラッシュの色によって期待度が変化する。
スーパーリーチ発展あおり予告
リーチ成立時、左右のリールが震えながらスーパーリーチ発展を煽る演出。この時にリールからの発光しているフラッシュの色によって期待度が変化する。ボイスがある場合もセリフによって期待度が変化する。
魚群タイマー予告
保留ランプの左側にあるセグのタイマーが発動し、カウントダウンが始まる演出。
遅れ予告
変動開始時にBGMの始まりが遅れる違和感演出。
滑り予告
右レールが効果音とともに半コマ進みあるいは半コマ戻ってリーチがかかる演出。
スーパーリーチ発展あおり予告
リーチ成立時、効果音とともにスーパーリーチ発展を煽る演出。リールの色によって期待度が変化する。
7図柄あおり予告
7図柄でのリーチ成立を煽る演出。リーチが成立すれば期待度が高くなる。ST中にリーチが成立すれば大当たり濃厚となる。
図柄テンパイあおり予告
ブラックパールゾーン専用演出。
リーチ成立を煽る演出。リーチが成立すれば大当たり濃厚となる。ダブルリーチ煽りの場合は期待度が高くなる。リーチが成立しなかった場合に左リールが再始動したり、チャンス目が発生すると期待度が高くなる。
ライン増加予告
ブラックパールゾーン専用演出。
シングルリーチでの図柄テンパイあおり予告が発生した際に、左リールと右リールが再始動しダブルリーチに変化する演出。

## 保留先読み予告
チャンス目予告
チャンス目（同一図柄が非テンパイ形で液晶画面内に3つ停止）が停止する演出。連続するほど期待度が高くなる。発生した際にはリールからエフェクトが発光し、光の色によって期待度が変化する。緑色のエフェクトの場合は期待度が高い。
ブラックパール前兆予告
ブラックパールゾーン専用演出。
チャンス目（同一図柄が非テンパイ形で液晶画面内に3つ停止）が停止する演出。連続するほど期待度が高くなる。発生した際にはリールからエフェクトが発光する。3回連続で発生すると期待度が高くなる。
保留変化予告
保留ランプの色が変化する予告。色によって期待度が変化する。
変動順変化予告
変動開始時のリールの変動順が通常とは異なる演出。
バウンドストップ予告
図柄停止時、左右どちらかのリールがバウンドして停止する演出。左右どちらのリールでも発生すると期待度が高くなる。
魚影予告
変動中にリールの部分に白いイルミ魚群が出現する演出。魚群出現の期待度が高くなる。
サウンドエフェクト予告
変動開始時に通常とは異なるサウンドエフェクトが鳴る演出。
ロゴフラッシュ予告
変動中にリールの上部にある「BLACK」と書かれたロゴが1文字ずつ発光する演出。5文字とも発光すれば期待度が高くなる。
消灯予告
ハズレ目停止時にリールが消灯する演出。サイクロンボタンリーチに発展する。
ロックゾーン
一部のリールがロックされた状態で変動する演出。通常は左リールがロックされるが、右リールがロックされると期待度が高くなる。
ウェーブゾーン
変動中にリールがウェーブを起こし、全体が青色になる演出。湾曲導光板が白く点滅すれば期待度が高くなる。
カウントダウンゾーン
中央リールの中央部にカウントダウン形式で3図柄、2図柄、1図柄の順番に停止する演出。1図柄まで停止すると期待度が高くなる。
チャンス図柄予告
チャンス図柄が揃って停止する演出。スーパーリーチ発展濃厚となる。
レッツチビザメ
中央リールの中央部にチビザメ図柄が停止する演出。スーパーリーチ発展濃厚となる。
スペシャル魚群タイム
保留が8個溜まると突入する場合がある特殊ゾーン。リーチが成立するとボタンプッシュが促され、スペシャル魚群が発生すると大当たり濃厚となる。
バックランプライン前兆予告
リールの区切りになっている4本のランプが流れるように発光する演出。通常より激しく発光すると期待度が高くなる。
ロング変動
ブラックパールゾーン専用演出。
変動時間が通常より長い演出。

## リーチ演出
ノーマルリーチ
特に何も起こらないリーチ演出。期待度は低い。シングルリーチ及びダブルリーチのどちらからも発展する。
渚リーチ
シングルリーチから発展する。中央リールがコマ送りで上下に動く演出。5図柄が中段ラインでリーチになると期待度が高くなる。
さざ波リーチ
シングルリーチから発展する。左リール、中央リール、右リールの順にリールが揺れる演出。3図柄が中段ラインでリーチになると期待度が高くなる。
スーパー渦潮リーチ
シングルリーチから発展する。左リールが逆回転、右リールが正回転する演出。発生した時点で期待度が高い。
大波リーチ
ダブルリーチから発展する。中央リールが低速回転する演出。
スーパードキドキリーチ
ダブルリーチから発展する。中央リールと右リールがコマ送りになる演出。発生した時点で期待度が高い。
サイクロンボタンリーチ
ハズレ目停止後にリールが消灯することで発展する。サイクロンボタンを回すのを促され、回して図柄が揃うと大当たりとなる。
一撃リーチ
1・2・3の順目が停止すると発展する。リーチ成立後、中央リールが高速回転しボタンプッシュが促される演出。
押しボタン演出
スーパーリーチに発展した際にボタンプッシュを促される演出。ボタンを押すと泡またはイルミ魚群が出現する。

## プレミアム演出
イルミ魚群系プレミアム
イルミ魚群予告に関するプレミアム演出。数種類存在する。
金魚群
金色のイルミ魚群が出現する演出。
連続魚群
ノーマルリーチ中にイルミ魚群が3回連続で出現する演出。
スペシャル魚群
スペシャル魚群タイム中専用演出。
虹色のイルミ魚群が出現する演出。
サムプレミアム
リーチ中にサムが出現する演出。
ボイスプレミアム
変動開始時などにマリン、ワリン、ウリンのいずれかのボイスが流れる演出。
枠外プレミアム
図柄が枠外で揃った場合、効果音の後に図柄が枠内に移動し大当たりとなる演出。必ず発生する訳ではない。
チビザメ停止
大波リーチ中に中央リールの中央部にチビザメ図柄が停止する演出。
全回転リーチ
図柄が揃った状態で変動する演出。ノーマルリーチから再始動が発生すると発展する
逆変動
変動時にリールが逆回転する演出。
スーパーリーチ発展時BGM遅れ
スーパーリーチ発展時、BGMの開始が通常より遅い演出。
ブラッククジラッキーランプフラッシュ予告
盤面右下のブラッククジラッキーランプが発光する演出。発生すると15ラウンド大当たり濃厚となる。

## 大当たりラウンド演出
ブラックパールチャンス
図柄が揃った直後に突入する昇格演出。マリンの掛け声とともにボタンプッシュが促される演出。ボタンを押すと昇格するかしないかが示唆される。
ブラックパールフラッシュチャンス
大当たりラウンド中にパールフラッシュが発生する昇格演出。発生すると15ラウンド大当たりに昇格する。

## その他演出
再始動
リーチが外れた際に、中央リールが再び動き出して大当たりになる演出。ダブルリーチで発生した場合は奇数図柄での大当たりとなる。

## 可動役物

### ブラックパールフラッシュ
ドラム上部にある役物。変動時の一発告知としての機能を果たしており、演出が発生した時点で大当たり濃厚となる。一発告知にはショート、ロング、メロディ調の3種類があり、ショートは大当たり濃厚、ロングは奇数図柄での大当たり濃厚となる。メロディ調の告知音の場合は15ラウンド大当たり濃厚となる。ブラックパールゾーンでは、リーチが成立すると必ず発生する。

### メガパト
パールフラッシュの上部に設置されているパトランプの役物。発光しながら回転すると15ラウンド大当たり濃厚となる。

## 大当たり・確変
ロングST機となっている。図柄が揃うとブラックパールチャンスに突入し、大当たりラウンド数が決定する。大当たりラウンド終了後は必ず50回のSTに突入する。STの前半20回はブラックパールゾーンに突入する。ブラックパールゾーンは、リーチが成立すると大当たり濃厚となる特殊ゾーンである。後半30回は通常時と同じ演出のドラム海物語STゾーンに突入する。時短は搭載されていない。通常時は左打ちで、大当たりラウンド中とST中は右打ちで消化する。

## プレミアムラウンド
- 1回目：マリンが歌う「海物語 〜Go!Go! SEA STORY〜 エレクトロMix」
- 2連荘達成：ウリンが歌う「キラキラ☆彡ハッピー」
- 3連荘達成：マリン（葉月ゆら）が歌う「ラブ☆ダッシュ」
- 4連荘達成：マリンが歌う「『だいすき』って気持ち」
- 5連荘達成：「海物語リミックス」
- サムプレミアムでの大当たり：サムが歌う「サムのムキムキエブリデイ」

## スペック
| 型式                 | 型式                 | SBC                              |          |
| -------------------- | -------------------- | -------------------------------- | -------- |
| 特賞種別             | 特賞種別             | デジパチ                         | デジパチ |
| 大当たり確率         | 通常時               | 1/159.8                          |          |
| 大当たり確率         | 高確率時             | 1/49.9                           |          |
| タイプ               | タイプ               | ライトミドル                     |          |
| 賞球数               | 賞球数               | 4 & 2 & 10 & 5 & 4               |          |
| ラウンド・カウント数 | ラウンド・カウント数 | 15R or 8R or 5R・10C             |          |
| 大当たりシステム     | 大当たりシステム     | ロングST                         |          |
| 確変突入率           | 確変突入率           | 100/100（100%、ST50回）          |          |
| 大当たりの内訳       | 上始動口             | 15R：12.5% 8R：43.75% 5R：43.75% |          |
| 大当たりの内訳       | 下始動口             | 15R：24% 8R：38% 5R：38%         |          |
| 大当たり出玉         | 大当たり出玉         | 15R：1500個 8R：800個 5R：500個  |          |
| リミット             | リミット             | なし                             |          |
| 電サポ               | 確変                 | 大当たり終了後ST50回             |          |
| 電サポ               | 時短                 | なし                             |          |
| 保留の数             | 保留の数             | 上始動口4個+下始動口4個          |          |
| 保留の優先消化       | 保留の優先消化       | なし（入賞順に消化）             |          |